# 5455 Surkov
5455 Surkov (1978 RV5) là một tiểu hành tinh vành đai chính được phát hiện ngày 13 tháng 9 năm 1978 bởi N. S. Chernykh ở Nauchnyj.